# Софија Шарлота Баварска
Софија Шарлота Баварска (23. фебруар 1874 − 4. мај 1897) је била војвоткиња из Баварске. Била је у сродству са Елизабетом од Аустрије и вереница краља Лудвига II од Баварске.

## Биографија
Софија Шарлот је рођена у замку Посенхофен, резиденцији њене породице по оцу; војводе у Баварској. Била је ћерка војводе Максимилијана Јозефа Баварског и принцезе Лудовике од Баварске. Била је девето дете по реду. У породици су је звали Соферл.
Након удаје њене старије сестре војвоткиње Матилде Лудовике 1861. за напуљског принца Луја, њени родитељи су тражили одговарајућег мужа за Софију Шарлоту. Софија је тада била верена за свог рођака, краља Лудвига II од Баварске, а њихова веридба је објављена 22. јануара 1867, али након што је више пута одлагао датум венчања, Лудвиг га је коначно отказао у октобру јер се чинило да се Софија заљубила у дворског фотографа Едгара Ханфстангла.
Међу осталим предложеним мужевима били су познати хомосексуалац надвојвода Лудвиг Виктор од Аустрије, брат и Франца Јосифа I од Аустрије и Максимилијана I од Мексика, као и будући Луис I од Португалије. Други кандидат био је војвода Филип од Виртемберга, први рођак њеног евентуалног мужа.
Одбила је све просце, па је послата да остане код своје тетке Амалије Огист, тадашње краљице Саксоније као жене краља Јохана. У Саксонији је Софија Шарлота упознала принца Фердинанда од Орлеана, војводу од Аленсона, сина принца Луја, војводу од Немура и унука краља Луја Филипа. Убрзо након тога, 28. септембра 1868, удала се за њега у замку Посенхофен, близу Штарнберга.
Имала је добар однос са својим мужем, као и са својом снајом, принцезом Маргарит Аделаидом од Орлеана, супругом принца Владислава Чарторијског. Њена свекрва, принцеза Викторија од Сакс-Кобурга и Готе, рођака краљице Викторије из Уједињеног Краљевства, умрла је 1857. Софија Шарлота није имала превише добар однос са својим свекром, удовцем војводом Немур.
Годину дана након брака, војводски пар се преселио у области Тедингтон у југозападном Лондону, где је Софија родила своје прво дете 1969. године, принцезу Луизу Орлеанску. Године 1872. је родила њихово друго дете Емануела Орлеанског.
Софија Шарлота је написала своју последњу опоруку 4. октобра 1896, седам месеци пре смрти: умрла је у пожару у Паризу 4. маја 1897, где је помагала у прикупљању средстава за добротворне сврхе. Одбила је да буде спасена, инсистирајући да се прво спасу девојке, посетиоци и монахиње које раде уз њу на чаршији. Доминиканска монахиња која је успела да побегне из ватре објаснила је да је видела да је војвоткиња клекла на колена и почела да се моли у пожару.
Идентификација њених посмртних остатака није била лака; њена лична собарица није могла да препозна тело, пошто је било тешко унакажено у пожару. Позван је војвоткињин зубар М. Лаванпорт. Након два сата прегледа разних тела, идентификовао је Софију Шарлоту на основу њених златних пломби. Тако је постала једна од првих особа чије су посмртне остатке идентификовали помоћу форензичке стоматологије.